# Voleibol nos Jogos Pan-Americanos de 2023 - Masculino
O torneio masculino de voleibol nos Jogos Pan-Americanos de 2023 foi realizado entre 30 de outubro e 4 de novembro no Parque O'Higgins. As partidas foram realizadas no Movistar Arena (por questões comerciais, o local teve o nome trocado por Arena Parque O'Higgins durante o Pan), com capacidade para 15 mil pessoas. Oito equipes participam do evento.

## Medalhistas
|  | BRA Brasil |  | ARG Argentina |  | COL Colômbia |
|  | Judson Cunha Otávio Pinto Matheus Gonçalves Adriano Xavier Thiery Morais Henrique Honorato Thiago Veloso Maicon França Maique Nascimento Darlan Souza Felipe Roque Lukas Bergmann |  | Demián González Gustavo Maciel Marcos Richards Tobias Scarpa Ezequiel Vázquez Mauro Zelayeta Sergio Soria Bruno Lima Manuel Balagué Facundo Conte Nicolás Lazo Agustín Gallardo |  | Jharold Caicedo Juan Camilo Estupiñán Gustavo Larrahondo Daniel Aponzá Santiago Ruiz Álvarez Andrés Piza Juan Camilo Ambula Jhon Cuello Leandro Mejía Daniel Medina Roosvuelt Ramos Jorge Mesa |

## Qualificação
| Evento                              | Datas             | Local         | Vagas | Classificados                 |
| ----------------------------------- | ----------------- | ------------- | ----- | ----------------------------- |
| País-sede                           | —                 | —             | 1     | Chile                         |
| Copa Pan-Americana de 2021          | 3–9 de setembro   | Santo Domingo | 1     | México                        |
| Jogos Pan-Americanos Júnior de 2021 | 26–30 de novembro | Cáli          | 2     | Brasil · República Dominicana |
| Copa Pan-Americana de 2022          | 9–14 de agosto    | Gatineau      | 1     | Cuba                          |
| Torneio Classificatório da CSV      | 20–24 de setembro | Santiago      | 2     | Argentina · Colômbia          |
| Copa Pan-Americana de 2023          | 15–20 de agosto   | Guadalajara   | 1     | Canadá · Porto Rico           |
| Total                               |                   |               | 8     |                               |

## Formato
As oito equipes foram divididas em dois grupos de quatro seleções. As equipes do mesmo grupo se enfrentam, totalizando 3 jogos para cada time. Um país bem classificado de cada grupo, avança diretamente para as semifinais. As seleções que terminaram em segundo lugar nos seus respetivos grupos disputam às quartas de final contra as terceiras colocadas; e as seleções que ficaram em quarto lugar, disputaram a fase de classificação. Nas semifinais, as primeiras colocadas enfrentam as vencedoras das quartas de final e as equipes vencedoras disputaram a medalha de ouro e as perdedoras a medalha de bronze.

## Primeira fase
|  | Equipes classificadas à semifinais        |
|  | Equipes classificadas às quartas de final |
|  | Equipes classificadas aos playoffs        |

Todas as partidas seguem o fuso horário local (UTC-4).
Grupo A

|     |              |     | Jogos | Jogos | Jogos | Pontos | Pontos | Pontos | Sets | Sets | Sets  |
| Pos | Equipe       | Pts | T     | V     | D     | V      | P      | R      | V    | P    | R     |
| --- | ------------ | --- | ----- | ----- | ----- | ------ | ------ | ------ | ---- | ---- | ----- |
| 1   | BRA Brasil   | 8   | 3     | 3     | 0     | 261    | 229    | 1.140  | 9    | 2    | 4.500 |
| 2   | CUB Cuba     | 6   | 3     | 2     | 1     | 292    | 285    | 1.025  | 8    | 4    | 2,000 |
| 3   | COL Colômbia | 3   | 3     | 1     | 2     | 190    | 215    | 0.884  | 3    | 6    | 0.500 |
| 4   | MEX México   | 1   | 3     | 0     | 3     | 219    | 260    | 0.842  | 2    | 6    | 0.333 |

| 30 de outubro 10:30 | Brasil                      | 3 – 0 | Colômbia | Arena Parque O'Higgins, Santiago Público: 8 000 |
| 30 de outubro 10:30 | (25–20, 25–17, 25–10) P2 P3 |       |          | Arena Parque O'Higgins, Santiago Público: 8 000 |

| 30 de outubro 13:30 | Cuba                                     | 3 – 2 | México | Arena Parque O'Higgins, Santiago Público: 4 500 |
| 30 de outubro 13:30 | (25–20, 24–26, 19–25, 27–25, 15–10) P2P3 |       |        | Arena Parque O'Higgins, Santiago Público: 4 500 |

| 31 de outubro 10:30 | Cuba                       | 3 – 0 | Colômbia | Arena Parque O'Higgins, Santiago Público: 4 000 |
| 31 de outubro 10:30 | (25–22, 25–23, 25–23) P2P3 |       |          | Arena Parque O'Higgins, Santiago Público: 4 000 |

| 31 de outubro 13:30 | Brasil                     | 3 – 0 | México | Arena Parque O'Higgins, Santiago Público: 8 814 |
| 31 de outubro 13:30 | (25–13, 25–15, 25–20) P2P3 |       |        | Arena Parque O'Higgins, Santiago Público: 8 814 |

| 1º de novembro 10:30 | Brasil                                   | 3 – 2 | Cuba | Arena Parque O'Higgins, Santiago Público: 10 000 |
| 1º de novembro 10:30 | (25–23, 25–16, 18–25, 25–27, 18–16) P2P3 |       |      | Arena Parque O'Higgins, Santiago Público: 10 000 |

| 1º de novembro 13:30 | México                     | 0 – 3 | Colômbia | Arena Parque O'Higgins, Santiago Público: 6 000 |
| 1º de novembro 13:30 | (23–25, 23–25, 19–25) P2P3 |       |          | Arena Parque O'Higgins, Santiago Público: 6 000 |

Grupo B
|     |                          |     | Jogos | Jogos | Jogos | Pontos | Pontos | Pontos | Sets | Sets | Sets  |
| Pos | Equipe                   | Pts | T     | V     | D     | V      | P      | R      | V    | P    | R     |
| --- | ------------------------ | --- | ----- | ----- | ----- | ------ | ------ | ------ | ---- | ---- | ----- |
| 1   | ARG Argentina            | 9   | 3     | 3     | 0     | 231    | 208    | 1.111  | 6    | 0    | MAX   |
| 2   | CHI Chile                | 6   | 3     | 2     | 1     | 253    | 253    | 1,000  | 6    | 5    | 1.200 |
| 3   | PUR Porto Rico           | 3   | 3     | 1     | 2     | 245    | 163    | 1.503  | 5    | 7    | 0.714 |
| 4   | DOM República Dominicana | 0   | 3     | 0     | 3     | 178    | 289    | 0.616  | 2    | 3    | 0.667 |

| 30 de outubro 17:30 | Argentina                  | 3 – 0 | Porto Rico | Arena Parque O'Higgins, Santiago Público: 7 000 |
| 30 de outubro 17:30 | (25–23, 26–24, 25–15) P2P3 |       |            | Arena Parque O'Higgins, Santiago Público: 7 000 |

| 30 de outubro 20:30 | Chile                             | 3 – 1 | República Dominicana | Arena Parque O'Higgins, Santiago Público: 9 500 |
| 30 de outubro 20:30 | (25–20, 21–25, 25–22, 25–21) P2P3 |       |                      | Arena Parque O'Higgins, Santiago Público: 9 500 |

| 31 de outubro 17:30 | Argentina                         | 3 – 1 | República Dominicana | Arena Parque O'Higgins, Santiago Público: 10 000 |
| 31 de outubro 17:30 | (20–25, 30–28, 25–17, 25–20) P2P3 |       |                      | Arena Parque O'Higgins, Santiago Público: 10 000 |

| 31 de outubro 20:30 | Chile                             | 3 – 1 | Porto Rico | Arena Parque O'Higgins, Santiago Público: 10 000 |
| 31 de outubro 20:30 | (26–28, 25–18, 25–21, 25–23) P2P3 |       |            | Arena Parque O'Higgins, Santiago Público: 10 000 |

| 1º de novembro 17:30 | Porto Rico                        | 3 – 1 | República Dominicana | Arena Parque O'Higgins, Santiago Público: 9 100 |
| 1º de novembro 17:30 | (25–23, 18–25, 25–19, 25–20) P2P3 |       |                      | Arena Parque O'Higgins, Santiago Público: 9 100 |

| 1º de novembro 20:30 | Chile                      | 0 – 3 | Argentina | Arena Parque O'Higgins, Santiago Público: 10 000 |
| 1º de novembro 20:30 | (15–25, 20–25, 21–25) P2P3 |       |           | Arena Parque O'Higgins, Santiago Público: 10 000 |

## Fase de classificação
|  | Playoffs              | Playoffs |                       |   | 5º lugar | 5º lugar |
|  |                       |          |                       |   |          |          |
|  | 3 de novembro – 10:30 |          |                       |   |          |          |
|  |                       |          |                       |   |          |          |
|  | República Dominicana  | 3        |                       |   |          |          |
|  | República Dominicana  | 3        | 4 de novembro – 13:00 |   |          |          |
|  | Chile                 | 2        |                       |   |          |          |
|  | Chile                 | 2        | República Dominicana  | 3 |          |          |
|  | 3 de novembro – 13:30 |          | República Dominicana  | 3 |          |          |
|  |                       | México   | 1                     |   |          |          |
|  | México                | México   | 1                     | 3 |          |          |
|  | México                |          |                       | 3 |          |          |
|  | Porto Rico            | 2        |                       |   |          |          |
|  | Porto Rico            | 2        | 7º lugar              |   |          |          |
|  |                       |          |                       |   |          |          |
|  | 4 de novembro – 10:00 |          |                       |   |          |          |
|  |                       |          |                       |   |          |          |
|  | Chile                 | 3        |                       |   |          |          |
|  | Chile                 | 3        |                       |   |          |          |
|  | Porto Rico            | 0        |                       |   |          |          |

#### Playoffs
| 3 de novembro 10:30 | República Dominicana                     | 3 – 2 | Chile | Arena Parque O'Higgins, Santiago Público: 6 500 |
| 3 de novembro 10:30 | (22–25, 25–19, 21–25, 26–24, 16–14) P2P3 |       |       | Arena Parque O'Higgins, Santiago Público: 6 500 |

| 3 de novembro 13:30 | México                                   | 3 – 2 | Porto Rico | Arena Parque O'Higgins, Santiago Público: 3 000 |
| 3 de novembro 13:30 | (25–21, 22–25, 25–21, 28–30, 16–14) P2P3 |       |            | Arena Parque O'Higgins, Santiago Público: 3 000 |

#### Disputa pelo sétimo lugar
| 4 de novembro 10:00 | Chile                      | 3 – 0 | Porto Rico | Arena Parque O'Higgins, Santiago Público: 9 000 |
| 4 de novembro 10:00 | (25–22, 25–15, 25–18) P2P3 |       |            | Arena Parque O'Higgins, Santiago Público: 9 000 |

#### Disputa pelo quinto lugar
| 4 de novembro 13:00 | República Dominicana              | 3 – 1 | México | Arena Parque O'Higgins, Santiago Público: 5 000 |
| 4 de novembro 13:00 | (31–33, 25–22, 25–18, 25–22) P2P3 |       |        | Arena Parque O'Higgins, Santiago Público: 5 000 |

## Fase final
|  | Quartas de final      | Quartas de final      |                       |   | Semifinais | Semifinais        |                   |  | Medalha de ouro | Medalha de ouro |
|  |                       |                       |                       |   |            |                   |                   |  |                 |                 |
|  | 2 de novembro – 13:30 |                       |                       |   |            |                   |                   |  |                 |                 |
|  |                       |                       |                       |   |            |                   |                   |  |                 |                 |
|  | Cuba                  | 3                     |                       |   |            |                   |                   |  |                 |                 |
|  | Cuba                  | 3                     | 3 de novembro – 17:30 |   |            |                   |                   |  |                 |                 |
|  | Porto Rico            | 2                     |                       |   |            |                   |                   |  |                 |                 |
|  | Porto Rico            | 2                     | Argentina             | 3 |            |                   |                   |  |                 |                 |
|  |                       |                       | Argentina             | 3 |            |                   |                   |  |                 |                 |
|  |                       |                       | Cuba                  | 1 |            |                   |                   |  |                 |                 |
|  |                       |                       | Cuba                  | 1 |            |                   |                   |  |                 |                 |
|  |                       |                       | 4 de novembro – 20:00 |   |            |                   |                   |  |                 |                 |
|  |                       |                       |                       |   |            |                   |                   |  |                 |                 |
|  | Argentina             | 0                     |                       |   |            |                   |                   |  |                 |                 |
|  | Argentina             | 0                     | 2 de novembro – 10:30 |   |            |                   |                   |  |                 |                 |
|  |                       | Brasil                | 3                     |   |            |                   |                   |  |                 |                 |
|  | Chile                 | Brasil                | 3                     | 1 |            |                   |                   |  |                 |                 |
|  | Chile                 | 3 de novembro – 20:30 |                       | 1 |            |                   |                   |  |                 |                 |
|  | Colômbia              | 3                     |                       |   |            |                   |                   |  |                 |                 |
|  | Colômbia              | 3                     | Brasil                | 3 |            |                   |                   |  |                 |                 |
|  |                       |                       | Brasil                | 3 |            |                   |                   |  |                 |                 |
|  |                       |                       | Colômbia              | 0 |            | Medalha de bronze | Medalha de bronze |  |                 |                 |
|  |                       |                       | Colômbia              | 0 |            | Medalha de bronze | Medalha de bronze |  |                 |                 |
|  |                       |                       | 4 de novembro – 17:00 |   |            |                   |                   |  |                 |                 |
|  |                       |                       |                       |   |            |                   |                   |  |                 |                 |
|  | Cuba                  | 1                     |                       |   |            |                   |                   |  |                 |                 |
|  | Cuba                  | 1                     |                       |   |            |                   |                   |  |                 |                 |
|  | Colômbia              | 3                     |                       |   |            |                   |                   |  |                 |                 |
|  | Colômbia              | 3                     |                       |   |            |                   |                   |  |                 |                 |

#### Quartas de final
| 2 de novembro 10:30 | Chile                             | 1 – 3 | Colômbia | Arena Parque O'Higgins, Santiago Público: 9 800 |
| 2 de novembro 10:30 | (20–25, 25–21, 19–25, 23–25) P2P3 |       |          | Arena Parque O'Higgins, Santiago Público: 9 800 |

| 2 de novembro 13:30 | Cuba                                     | 3 – 2 | Porto Rico | Arena Parque O'Higgins, Santiago Público: 4 000 |
| 2 de novembro 13:30 | (25–16, 25–21, 13–25, 22–25, 15–11) P2P3 |       |            | Arena Parque O'Higgins, Santiago Público: 4 000 |

#### Semifinais
| 3 de novembro 17:30 | Argentina                         | 3 – 1 | Cuba | Arena Parque O'Higgins, Santiago Público: 6 200 |
| 3 de novembro 17:30 | (21–25, 25–22, 25–18, 25–18) P2P3 |       |      | Arena Parque O'Higgins, Santiago Público: 6 200 |

| 3 de novembro 20:30 | Brasil                     | 3 – 0 | Colômbia | Arena Parque O'Higgins, Santiago Público: 8 500 |
| 3 de novembro 20:30 | (26–24, 25–18, 25–15) P2P3 |       |          | Arena Parque O'Higgins, Santiago Público: 8 500 |

#### Disputa pelo bronze
| 4 de novembro 17:00 | Cuba                              | 1 – 3 | Colômbia | Arena Parque O'Higgins, Santiago Público: 10 000 |
| 4 de novembro 17:00 | (30–32, 25–15, 27–29, 17–25) P2P3 |       |          | Arena Parque O'Higgins, Santiago Público: 10 000 |

#### Disputa pelo ouro
| 4 de novembro 20:00 | Argentina                  | 0 – 3 | Brasil | Arena Parque O'Higgins, Santiago Público: 10 000 |
| 4 de novembro 20:00 | (23–25, 13–25, 22–25) P2P3 |       |        | Arena Parque O'Higgins, Santiago Público: 10 000 |

## Classificação final
| Pos.              | Equipe               | Campanha | Campanha |
| Pos.              | Equipe               | V        | D        |
| ----------------- | -------------------- | -------- | -------- |
| Medalha de ouro   | Brasil               | 5        | 0        |
| Medalha de prata  | Argentina            | 4        | 1        |
| Medalha de bronze | Colômbia             | 3        | 3        |
| 4                 | Cuba                 | 3        | 3        |
| 5                 | República Dominicana | 2        | 3        |
| 6                 | México               | 1        | 4        |
| 7                 | Chile                | 3        | 3        |
| 8                 | Porto Rico           | 1        | 4        |

## Premiações individuais
Os destaques individuais da competição foram:

### Por posição
| - Most Valuable Player Henrique Honorato - Melhor oposto Darlan Souza - Melhores ponteiros Miguel López Mauro Zelayeta | - Melhor levantador Matheus Brasília - Melhores centrais Leandro Mejía Gustavo Maciel - Melhor líbero Enger Miesses |

### Por fundamento
| - Maior pontuador Miguel López - Melhor sacador Darlan Souza | - Melhor defensor Enger Miesses - Melhor receptor Maique Nascimento |